# 홍천군·횡성군·영월군·평창군
홍천군·횡성군·영월군·평창군은 대한민국의 국회의원 선거구이다. 강원특별자치도 홍천군, 횡성군, 영월군, 평창군을 관할한다. 현직 국회의원은 국민의힘 유상범이다.

## 역사
대한민국 제21대 국회의원 선거를 앞두고 강원도 지역의 선거구가 개편되면서 태백시·횡성군·영월군·평창군·정선군 선거구에 포함되어 있던 횡성군, 영월군, 평창군과 홍천군·철원군·화천군·양구군·인제군 선거구에 포함되어 있던 홍천군이 하나의 선거구를 구성하게 되면서 신설되었다.

## 관할 구역
| 대수  | 관할 구역                                       |
| ----- | ----------------------------------------------- |
| 21대~ | 홍천군 일원 횡성군 일원 영월군 일원 평창군 일원 |

## 역대 국회의원
| 선거   | 정당 | 정당       | 의원   |
| ------ | ---- | ---------- | ------ |
| 2020년 |      | 미래통합당 | 유상범 |
| 2024년 |      | 국민의힘   | 유상범 |

## 역대 선거 결과

### 대한민국 제21대 국회의원 선거
|  | 48.59% |

|  | 38.40% |

|  | 11.89% |

|  | 1.10% |

### 대한민국 제22대 국회의원 선거
|  | 57.71% |

|  | 42.28% |